# Apple wireless keyboard
La Apple Wireless Keyboard è una tastiera wireless realizzata per i Mac e compatibile con i dispositivi iOS. Interagisce tramite la tecnologia wireless Bluetooth e, a differenza della versione cablata, non ha connettori o porte USB. Entrambe le generazioni hanno caratteristiche a basso consumo quando non sono in uso. È stata dismessa il 13 ottobre 2015 ed è stata sostituita dalla nuova Magic Keyboard.

## Storia

### Prima generazione (A1016) M9270LL / A (4 batterie)

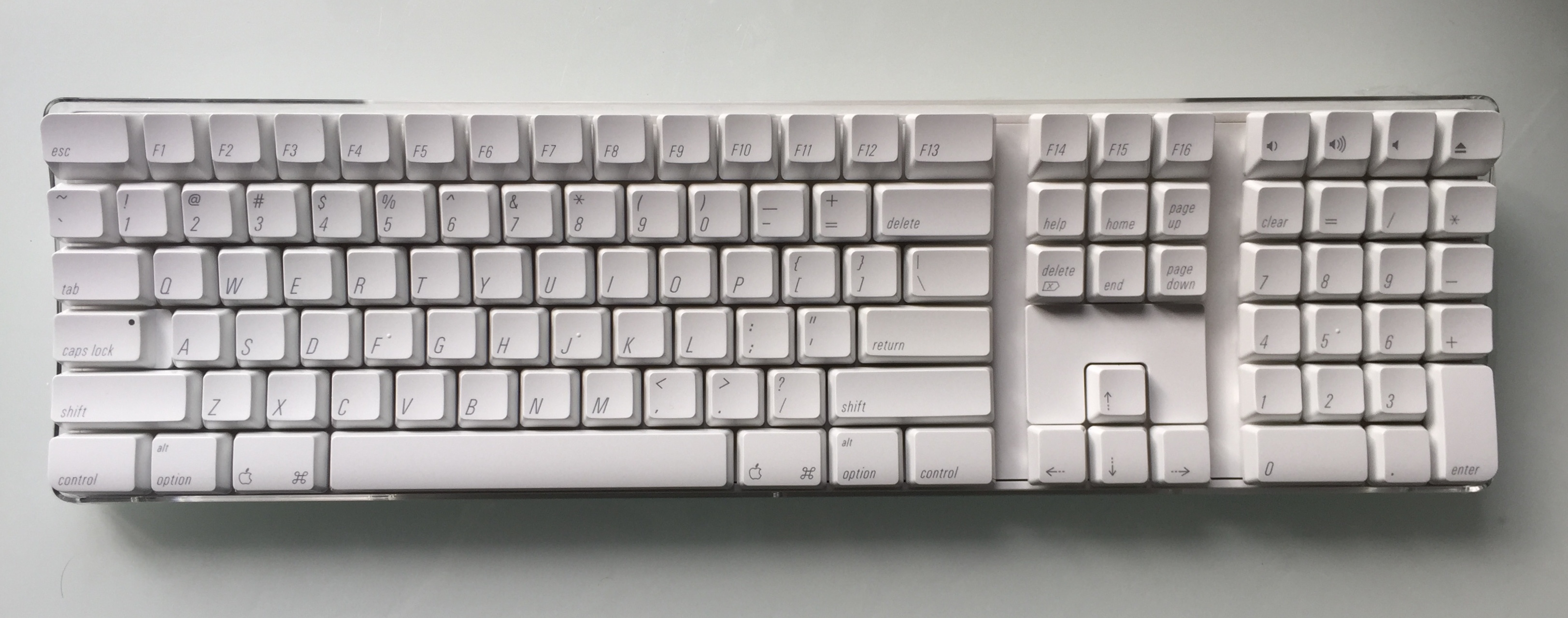
Apple Wireless Keyboard (A1016)

La tastiera wireless Apple di prima generazione è stata rilasciata all'Apple Expo il 16 settembre 2003.
Si basava sulla tastiera Apple cablata aggiornata e presentava tasti di plastica bianca alloggiati in un guscio di plastica trasparente. A differenza della tastiera cablata, non ci sono porte USB per collegare dispositivi esterni. La parte inferiore della tastiera offre spazio per quattro batterie AA e dispone di un interruttore di accensione / spegnimento.

### Seconda generazione (A1255) MB167LL / A (3 batterie)

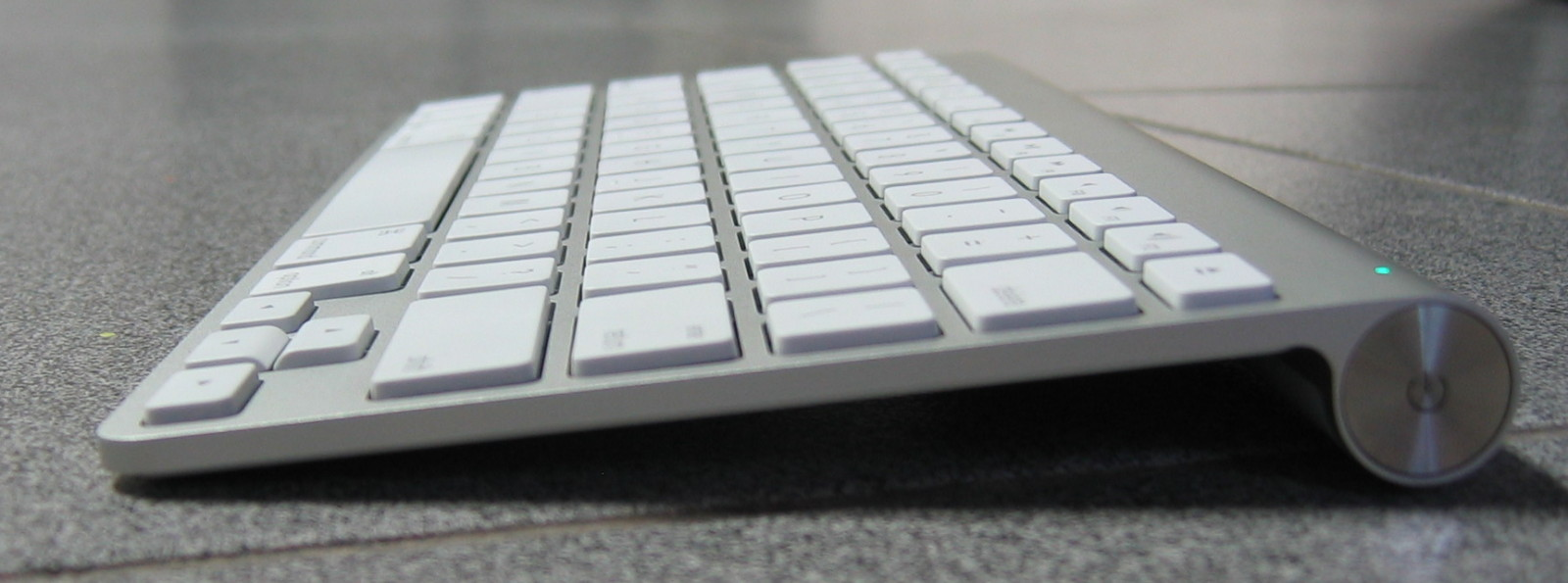
Apple Wireless Keyboard (A1255) vista dal lato destro

Il 7 agosto 2007, Apple ha rilasciato un modello ridisegnato della tastiera wireless Apple. Come la tastiera Apple cablata, il nuovo modello è più sottile dei suoi predecessori e ha un involucro in alluminio. Un'altra aggiunta sono le nuove funzioni aggiunte ai tasti funzione, come i controlli multimediali e il controllo Dashboard. A differenza della versione precedente, la tastiera wireless ora ha un layout simile al MacBook. Il pulsante di accensione è stato riposizionato sul lato destro della tastiera e il layout non include un tastierino numerico. Questo modello ha aggiunto la prevenzione del blocco delle maiuscole accidentale: la chiave deve essere tenuta premuta per un momento affinché il blocco delle maiuscole si attivi. Questa tastiera richiedeva solo tre batterie AA, una in meno rispetto al suo predecessore.

### Terza generazione (A1314) MC184LL / A (2 batterie)

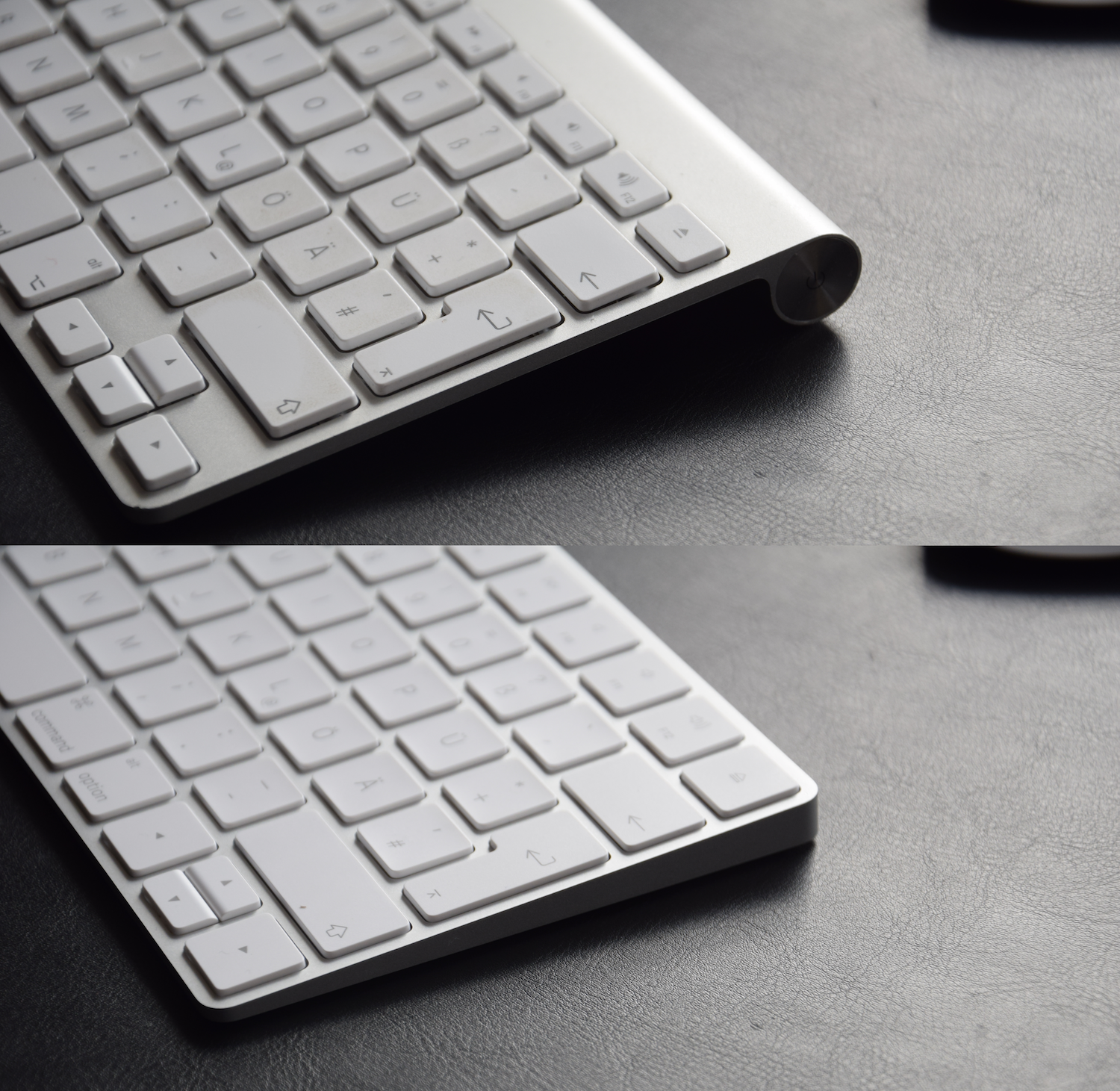
Apple Wireless Keyboard tedesca (sopra) e la Magic Keyboard (sotto)

Nell'ottobre 2009 è stato rilasciato un terzo modello leggermente rivisto. Il nuovo numero di modello A1314 ha sostituito l'A1255, due anni e due mesi dopo il rilascio iniziale. Il nuovo modello ora utilizza solo due batterie AA invece di tre originariamente. Inoltre, Mac OS X 10.5.8 è ora il sistema operativo minimo rispetto al Mac OS X 10.4.10 originale. Questo modello di tastiera è diventato standard con la nuova generazione di iMac introdotta lo stesso giorno.

### Quarta generazione (A1314) MC184LL / B (2 batterie)
Il 20 luglio 2011, in seguito al rilascio di Mac OS X 10.7 / OS X Lion, Apple ha aggiornato leggermente la tastiera, aggiornando l'etichetta sul tasto Exposé in Mission Control e cambiando il tasto Dashboard in un tasto Launchpad.

## Design
Occupa il 24% di spazio in meno rispetto alle altre tastiere, in modo da avere a disposizione maggiore spazio per spostare la tastiera da un luogo all'altro. È costituita per la maggior parte di alluminio anodizzato.